# 国友やすゆき
国友 やすゆき（くにとも やすゆき、1953年1月1日 - 2018年9月20日）は、日本の漫画家。福岡県遠賀郡水巻町出身。福岡県立東筑高等学校、早稲田大学商学部卒業。

## 人物
早稲田大学漫画研究会出身。在学中の1974年、『増刊少年ジャンプ』（集英社）に掲載の『最後の少年野球』でデビュー。第6回手塚賞の佳作を受賞（当時は国友やすひろ名義）。
『漫画アクション』（双葉社）で連載した『JUNK BOY』は500万部を超えるヒットとなり、1987年にOVA作品としてマッドハウス制作でアニメ化されている。また『ビッグコミックスピリッツ』（小学館）で連載した『100億の男』は、緒形直人主演により関西テレビ制作でドラマ化され、国友の代表作となった。さらに『幸せの時間』も、田中美奈子主演により東海テレビ制作でドラマ化され、フジテレビ系列の昼の帯ドラマで放送された。
2018年9月20日、死去。65歳没。

## 作品リスト
- 最後の少年野球
- アローエンブレム グランプリの鷹（1977年、二見書房、テレビアニメのコミカライズ、単行本描き下ろし）
- 黄土の嵐（別冊漫画アクション連載、1980年。脚色：セルジオ関、同名のテレビドラマのコミカライズ）
- どはずれ新鮮組（月刊少年チャンピオン連載、1982年。原作：長谷川彰）
- 真湖の青春 釣り日記 (原作：南條英樹）
- 電劇愚連隊
- 激メカライダー陽太（原作：中原誠、ジェットコースターをテーマにした児童向け漫画）
- がんばれ!ガンバ（原作：中原誠）
- MAXファイター（原作：武石正道）
- 特撮大作戦 ザ★トクサツマン（原作：トクサツ団）
- 優と勇
- AD物語
- スープレックス山田くん（監修：古舘伊知郎、原作：篠沢純太、獣神サンダー・ライガーの若手時代を描いた漫画）
- JUNK BOY（週刊漫画アクション連載。初期の代表作）
- 企画アリ
- ぱろぱろ
- 100億の男（ビッグコミックスピリッツ連載。テレビドラマ化もされた中期の代表作）
- せかいイチ!
- 月色狂想曲
- ナンでもやります!
- OUT LOW
- ZIP!-なぐれ-
- 幸せの時間
- 新・幸せの時間
- コッコちゃん
- カネが泣いている（週刊モーニング連載）
- 夜の交差点
- SPセキュリティポリス
- 明日を信じて
- ×一-愛を探して-
- 社買い人 岬悟
- 総理の椅子（ビッグコミックスペリオール連載）
- 時男〜愛は時空を超えて〜
- ウタ★マロ〜愛の旅人〜
- ダブル～背徳の隣人～
- 愛にチェックイン (週刊ポスト連載。2018年に休載、これが遺稿となった)

## その他の活動
『宇宙戦艦ヤマト 復活篇』に松本零士の後任として起用される。だが、国友の提示したデザインに旧作からの作画スタッフらが難色を示し、大半が没となる。完成作品では湖川友謙が国友のデザインを自身のタッチで描き直したデザインが採用された。

## 関連人物
- 池沢さとし（師匠）[7]
- ラズウェル細木（元アシスタント）[8]
- 野田サトル（元アシスタント）[9]